# İş Kuleleri
Die İş Kuleleri sind drei zusammenhänge Büro-Hochhäuser in Beşiktaş in Istanbul. Der postmoderne Gebäudekomplex wurde 1995–2000 nach Entwürfen des US-amerikanischen Architekturbüro Swanke Hayden Connell Architects für die İşbank entworfen.
Der İşBank Tower 1 ist der höchste der drei Türme und wird von der Bank selbst genutzt, während die anderen zwei Türme für Tochtergesellschaften und externe Mieter dienen. Er verfügt über 52 Stockwerke und misst 181 Meter. Die eigentliche Höhe des Büroturms ohne den Fahnenmast beträgt 181,20 Meter. Zusammen mit dem Fahnenmast wird eine Gesamthöhe von 194,57 Metern erreicht. Somit war es seinerzeit das höchste Bürogebäude von Istanbul, der Türkei und der Balkanhalbinsel.